# Frank Feder
Frank Feder ist ein deutscher Ägyptologe und Koptologe. Er beschäftigt sich besonders mit den koptischen Bibelübersetzungen.

## Beruflicher Werdegang
Frank Feder studierte ab 1988 Ägyptologie und Klassische Philologie an der Humboldt-Universität zu Berlin und an der Freien Universität Berlin. Von 1992 bis 1993 hielt er sich mit einem Stipendium der französischen Regierung in Lyon auf und studierte dort Ägyptologie an der Universität Lyon II. Nach seiner Rückkehr nach Berlin erlangte er dort 1993 den Magistergrad (M. A.).
Von 1994 bis 1999 arbeitete Feder als Wissenschaftlicher Mitarbeiter an der Martin-Luther-Universität Halle-Wittenberg beim Projekt Koptische Septuaginta, das von Peter Nagel geleitet wurde. Unter Nagels Anleitung verfasste Feder auch seine Doktorarbeit, die in eine kritische Edition der sahidischen Übersetzung der Klagelieder Jeremias, des Briefes des Jeremia und des Buches Baruch mündete. Mit dieser Edition, die 2002 als Teil der Biblia Sahidica erschien, wurde Feder 2000 an der Universität Halle zum Dr. phil. promoviert.
Nach der Promotion war Feder ab 2001 Wissenschaftlicher Mitarbeiter beim Altägyptischen Wörterbuch, das zunächst noch an der Sächsischen Akademie der Wissenschaften zu Leipzig und ab 2002 an der Berlin-Brandenburgischen Akademie der Wissenschaften angesiedelt war. Im akademischen Jahr 2010/11 vertrat Feder die Professur für Koptologie an der Universität Münster. Von 2013 bis 2014 war er wiederum als Wissenschaftlicher Mitarbeiter beim Akademieprojekt Strukturen und Transformationen des Wortschatzes der ägyptischen Sprache tätig.
Seit 2015 ist Feder Arbeitsstellenleiter des Langzeitvorhabens Digitale Gesamtedition und Übersetzung des koptisch-sahidischen Alten Testamentes, das an der Niedersächsischen Akademie der Wissenschaften zu Göttingen im Rahmen des Akademienprogramms durchgeführt wird. Parallel dazu bietet er Lehrveranstaltungen an der Universität Göttingen an.

## Wissenschaftliche Arbeit
Feders Forschung umfasst alle Sprachstufen und Epochen des Ägyptischen, mit einem Schwerpunkt auf den koptischen Dialekten. Er befasst sich intensiv mit volkssprachlichen Erzählungen, den Bibelübersetzungen und ihrer Beziehung zu den ihnen zugrunde liegenden griechischen Bibelübersetzungen. Methodisch liegen seine Schwerpunkte im Bereich der Korpuslinguistik und der Editionswissenschaft. Bei der Erstellung und Präsentation der von ihm geleiteten Projekte spielen digitale Medien und Datenbanken eine wichtige Rolle.
Feder ist unter anderem Mitherausgeber des Standardwerks Textual History of the Bible, bei dem er den koptischen Bereich leitet.

## Schriften (Auswahl)
- Biblia Sahidica: Ieremias, Lamentationes (Threni), Epistula Ieremiae et Baruch (= Texte und Untersuchungen zur Geschichte der altchristlichen Literatur. Band 147). De Gruyter, Berlin / New York 2002, ISBN 3-11-017404-9.
- mit Karlheinz Schüssler und Hans Förster: Biblia Coptica. Die koptischen Bibeltexte. Band 2: Das sahidische Alte und Neue Testament – vollständiges Verzeichnis mit Standorten sa 121–260. 2 Lieferung, Harrassowitz, Wiesbaden 2012, ISBN 978-3-447-06762-1; und 2015, ISBN 978-3-447-10432-6.

Herausgeberschaft
- mit Angelika Lohwasser: Ägypten und sein Umfeld in der Spätantike. Vom Regierungsantritt Diokletians 284/285 bis zur arabischen Eroberung des Vorderen Orients um 635–646 (= Philippika. Band 61). Harrassowitz, Wiesbaden 2013, ISBN 978-3-447-06892-5.
- mit Heike Behlmer und Ute Pietruschka: Ägypten und der Christliche Orient. Peter Nagel zum 80. Geburtstag (= Texte und Studien zur Koptischen Bibel. Texts and Studies on the Coptic Bible. Band 1),  Harrassowitz, Wiesbaden 2018, ISBN 978-3-447-11031-0.
- mit Angelika Lohwasser und Gesa Schenke: Sortieren – Edieren – Kreieren. Zwischen Handschriftenfunden und Universitätsalltag. Stephen L. Emmel zum 70. Geburtstag gewidmet (Aegyptiaca Monasteriensia. Band 8). Shaker Verlag, Düren 2022, ISBN 978-3-8440-8617-1.

- mit Felix Albrecht: Editing the Septuagint: the unfinished task. Papers presented at the 50th anniversary of the International Organization for Septuagint and Cognate Studies, Denver 2018 (= De Septuaginta Investigationes. Band 16). Vandenhoeck & Ruprecht, Göttingen 2022, ISBN 978-3-525-56063-1.
- mit Diliana Atanassova und Heike Sternberg-el Hotabi: Pharaonen, Mönche und Gelehrte. Auf dem Pilgerweg durch 5000 Jahre ägyptische Geschichte über drei Kontinente. Heike Behlmer zum 65. Geburtstag (= Texte und Studien zur koptischen Bibel. Band 4). Harrassowitz, Wiesbaden 2023, ISBN 978-3-447-12066-1.